# One Foot in the Grave
One Foot in the Grave is een Britse comedyserie met veel zwarte humor en absurde situaties. De hoofdrollen worden vertolkt door Richard Wilson en Annette Crosbie. De serie is verdeeld over zes seizoenen (plus enkele specials) en werd over een periode van tien jaar uitgezonden (1990-2000) door de BBC.
De serie gaat over Victor Meldrew (Richard Wilson) en zijn vrouw Margaret (Annette Crosbie). Daarnaast zijn er belangrijke rollen voor Mrs. Warboys (Doreen Mantle), de buren Pippa en Patrick (Janine Duvitski en Angus Deayton) en buurman Nick Swainey (Owen Brenman). De serie speelt zich af in een buitenwijk van Londen. Een wijk vergelijkbaar met Luton, waar de schrijver van de serie, David Renwick, opgroeide.
In de pilot verliest Victor zijn baan als beveiliger omdat hij vervangen wordt door een apparaat. Hierdoor wordt Victor op zichzelf teruggeworpen en moet hij een nieuwe invulling aan zijn leven gaan geven. Dit lukt maar matig. Hij heeft grote moeite met de wereld om hem heen en windt zich onder meer op over afval in zijn tuin, slechte service van bedrijven, haperende telefoons en de mensheid in het algemeen. Zijn catch phrase is I don't believe it!.
Margaret heeft een haat-liefdeverhouding met haar man. Ze lijdt duidelijk onder zijn gedrag, maar kan zich geen leven zonder hem voorstellen. In een van de afleveringen komt het gesprek tussen Victor en Margaret op hun zoon, Stuart. Deze is blijkbaar als kind overleden. In de laatste aflevering van de serie komt Victor om het leven bij een aanrijding. De bestuurder rijdt door, maar Margaret ontdekt wie het is. Tijdens het open einde blijft onduidelijk of Margaret deze vrouw ombrengt door te veel paracetamol in haar drankje te doen.
Sommige afleveringen waren experimenteel. Zo is er een aflevering waarin Victor, Margaret en Mrs. Warboys de gehele aflevering in een auto in de file zitten. In een andere aflevering komt alleen Victor voor die opgeroepen kan worden om zitting te nemen in een rechtbankjury en daarom de deur niet uit kan. Ook het laten overlijden van de hoofdrolspeler was een unicum.
In Nederland werd de serie in de middaguren uitgezonden door de AVRO. Ook werd er in 2006 een Nederlandse bewerking gemaakt, getiteld Met één been in het graf, uitgezonden door de NCRV. Hierin speelden Serge-Henri Valcke en Edda Barends de hoofdrollen. Verder bestaat er een Duitse versie (Mit einem Bein im Grab) en is de Amerikaanse serie Cosby een remake van de originele Britse serie. In Zweden verscheen in 2001 een miniserie genaamd En fot i graven.